# Toluca
Toluca, ufficialmente Toluca de Lerdo (Nzehñi in lingua otomí, Zúmi in lingua mazahua); è un comune messicano e il capoluogo dello Stato del Messico.

## Geografia
Assieme ai comuni di Metepec, Lerma e San Mateo Atenco fa parte della Valle di Toluca, situata a 2668 m sopra il livello del mare.

## Economia
Quarto comune più popoloso dello Stato dopo Ecatepec de Morelos, Tlalnepantla de Baz e Nezahualcóyotl, Toluca è un centro industriale commerciale e di servizi molto importante nello Stato.

## Cultura

### Teatri
- Orquesta Sinfónica del Estado de México

## Sport

### Calcio
Principale società calcistica cittadina è il Deportivo Toluca Fútbol Club, vincitrice di dieci titoli nazionali e due CONCACAF Champions League.

### Impianti sportivi
- Stadio Universitario Alberto "Chivo" Córdoba, ad uso del calcio